# خیابان شوش
خیابان شوش با شماره‌گذاری معابر خیابان ۱۲۸ تهران یکی از خیابان‌های قدیمی تهران است که در منطقه‌های ۱۱، ۱۲، ۱۵ و ۱۶ شهرداری تهران واقع شده است و جهت شرقی-غربی دارد. خیابان شوش از شرق، از خیابان هفده شهریور (سه‌راه تیردوقلو) شروع شده و در غرب به میدان بهداری ختم می‌شود. میدان‌های شوش و و راه‌آهن در مسیر این خیابان قرار دارند. این خیابان در منطقه طرح ترافیک راهنمایی و رانندگی تهران بزرگ واقع شده است.
ایستگاه راه‌آهن تهران، بنایی مربوط به دوره پهلوی اول است که در جنوب میدان راه‌آهن جای گرفته است. این خیابان به ایستگاه‌های مترو شوش و راه‌آهن دسترسی دارد، که متروی راه‌آهن به ایستگاه راه‌آهن تهران متصل است.